# ناحیه کلمبیا، شهرستان توسکولا، میشیگان
ناحیه کلمبیا (به انگلیسی: Columbia Township) یک منطقهٔ مسکونی در ایالات متحده آمریکا است که در شهرستان تاسکولا، میشیگان واقع شده‌است.
 ناحیه کلمبیا ۹۳٫۴ کیلومتر مربع مساحت و ۱٬۲۸۴ نفر جمعیت دارد و ۱۹۶ متر بالاتر از سطح دریا واقع شده‌است.